# 中部崛起计划
中部崛起是指促进中国中部经济区——河南、湖北、湖南、江西、安徽和山西6省共同崛起的一项中国中央政策，2004年3月5日首先由温家宝总理提出。
中部六省包括华中地区三省、华东地区两省以及华北地区的山西省。

## 历史背景
中国东部地区在中国国家政策的支持下，率先发展起来，形成了长三角、珠三角等高度发达的城市群和经济增长极。之后，中共提出“西部大开发”战略。由于中部地区长期未能得到国家的关注，其经济发展严重滞后。
中国中部地区由于其地理位置處於內陸之前沿海之内，加上基础建设设施较为薄弱，成为了中国经济较为落后的地区。
为了解决此问题，于2004年3月，中国国务院总理温家宝首次明确提出促进中部地区崛起计划。
2006年，中共中央、国务院颁布实施《关于促进中部地区崛起的若干意见》，明确了中部地区全国重要粮食生产基地、能源原材料基地、现代装备制造及高技术产业基地和综合交通运输枢纽“三基地、一枢纽”的定位，标志着中部崛起战略进入实施阶段。

## 经济现状

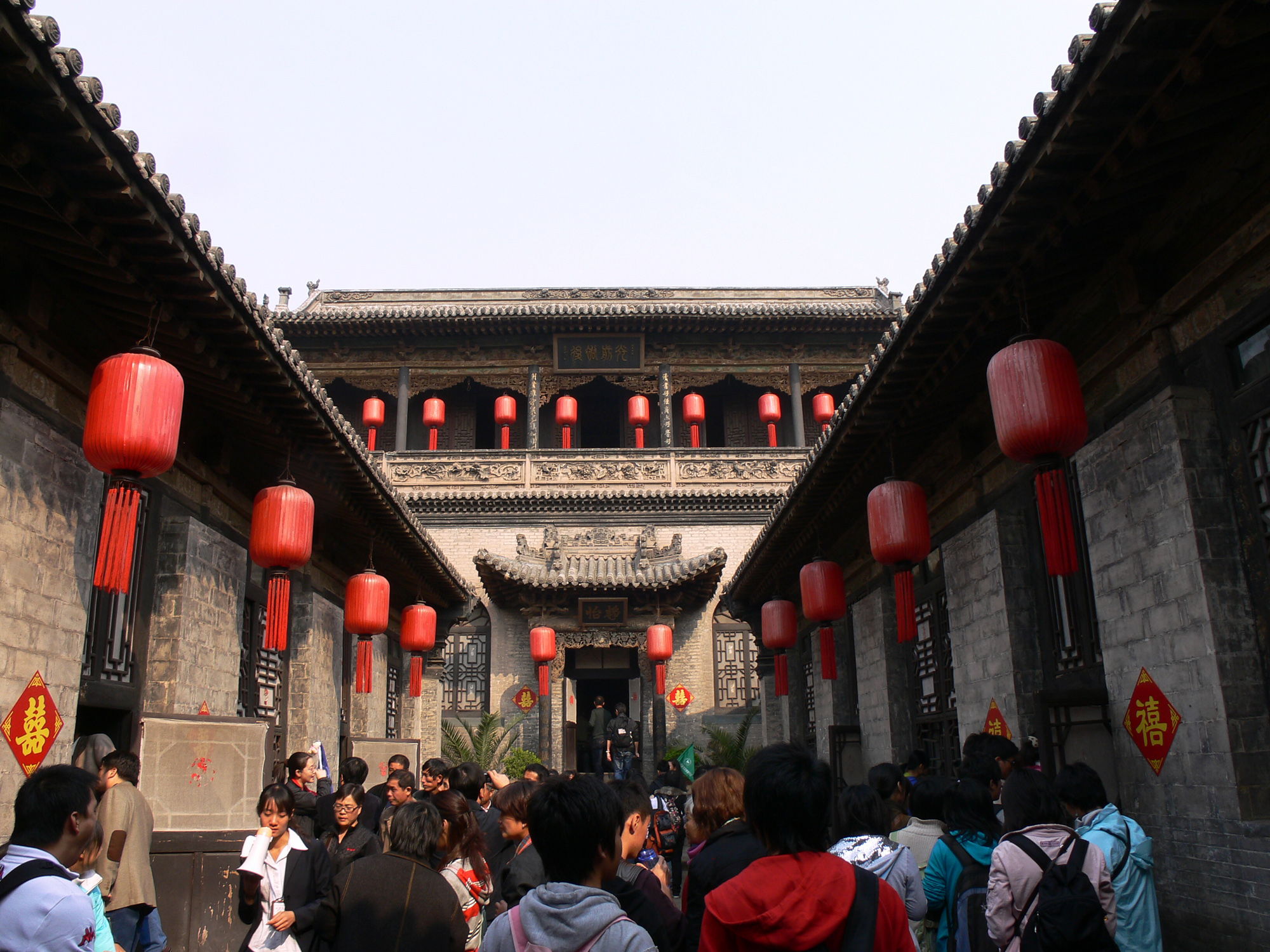
山西乔家大院觀光城

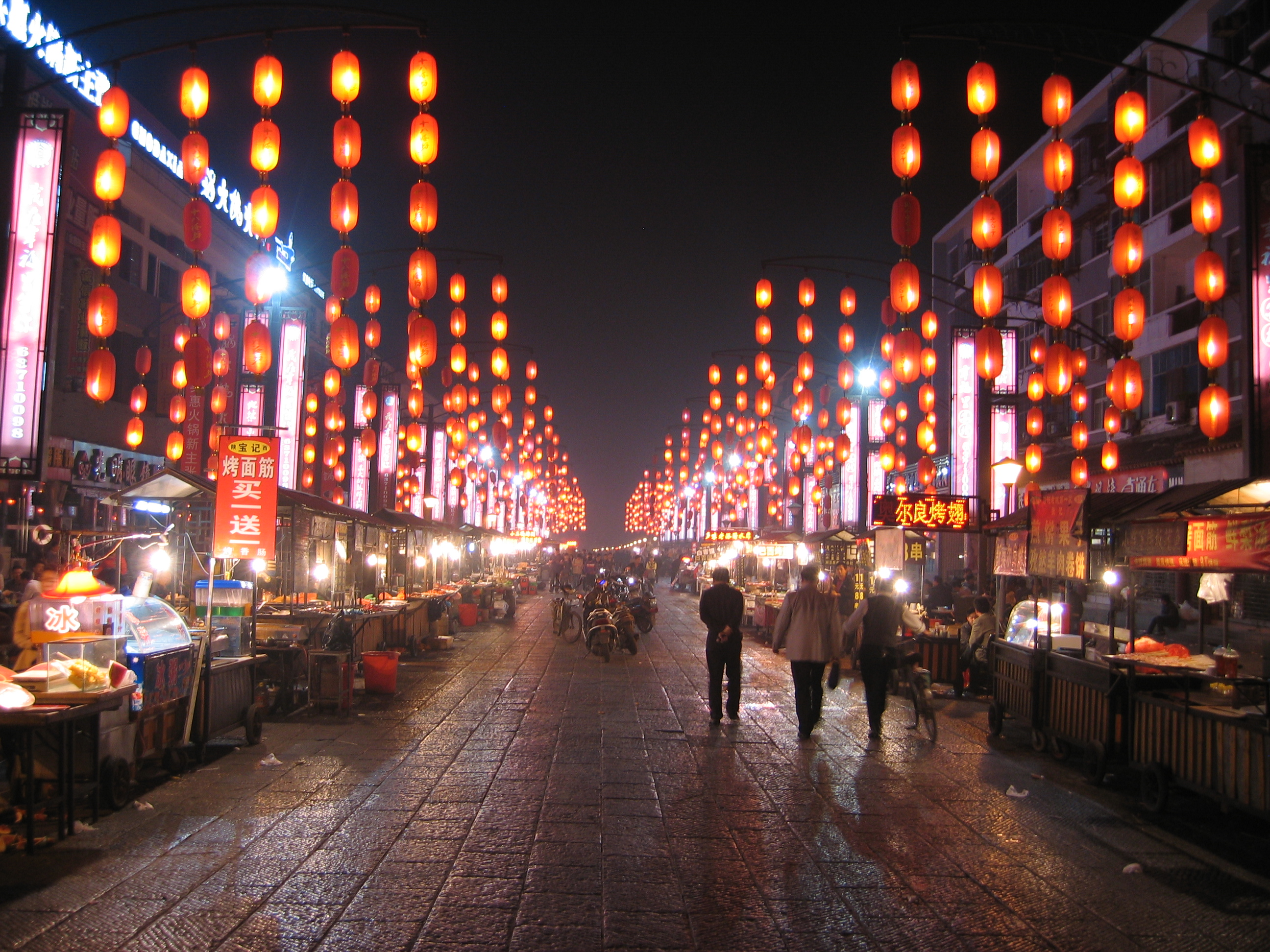
洛陽商業區

### 湖北
湖北省省会武汉市是中国中部地区的国家中心城市。汽车、钢铁、石化、食品、电子信息、纺织是湖北的重要支柱产业。湖北省水力资源极其丰富，水电发展迅速。装备制造、建筑建材、生物医药业也是湖北较为发达的产业。该省的目标是建成“农产品加工生产区、现代制造业聚集区、高新技术发展区、现代物流中心区”。

### 河南
河南省是传统的农业大省，其总人口超过1亿。现在，河南工业处于迅速崛起之中。河南省以食品产业、铝产业、煤化产业等为主。该省的目标是建成“国家重要的粮食生产和现代农业基地，全国工业化、城镇化和农业现代化协调发展示范区，华夏历史文明传承创新区”。計畫成為現代化農牧業、觀光大省。

### 湖南
湖南省努力建设长株潭一体化，其工业以建筑、装备制造、钢铁有色、卷烟制造等为主。還有湖南的傳媒媒體等相當有名。

### 安徽
安徽省以汽车工业、装备工业、金属材料工业、农副产品加工业等为主。

### 江西
江西省以冶金及金属材料工业、医药工业、食品工业、建材工业、新能源产业等为主。该省的目标是建成“沿海发达地区产业梯度转移的承接基地、优质农副产品加工供应基地、劳务输出基地和旅游休闲的‘后花园’”。

### 山西
山西省以煤炭工业为支柱产业，努力发展冶金、装备制造等工业。

## 发展重点
中部崛起计划首次施行于《第十一个五年计划期间》。这期间的发展重点为依托现有基础，提升产业层次，推进工业化和城镇化，在发挥承“东”启“西”和产业发展优势中崛起。加强现代农业特别是粮食主产区建设，加大农业基础设施建设投入，增强粮食等大宗农产品生产能力，促进农产品加工转化增值。支持山西、河南、安徽加强大型煤炭基地建设，发展坑口电站和煤电联营。加快钢铁、化工、有色、建材等优势产业的结构调整，形成精品原材料基地。支持发展矿山机械、汽车、农业机械、机车车辆、输变电设备等装备制造业以及软件、光电子、新材料、生物工程等高技术产业。构建综合交通运输体系，重点建设干线铁路和公路、内河港口、区域性机场。加强物流中心等基础设施建设，完善市场体系。

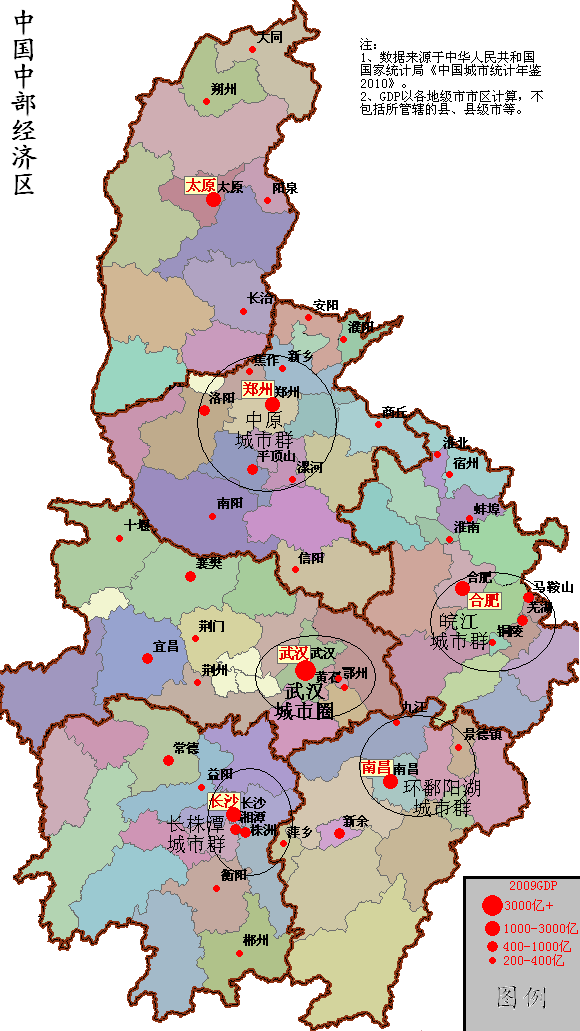
中部六省

## 開發程度比較

### 中心城市比较
|                             | 太原市       | 郑州市      | 武汉市        | 长沙市      | 合肥市      | 南昌市     |
| --------------------------- | ------------ | ----------- | ------------- | ----------- | ----------- | ---------- |
| GDP（2017年）（亿元）／增幅 | 3382.18/7.5% | 9130.2/8.2% | 13410.34/8.0% | 10535.51/9% | 7213.4/8.5% | 5003.19/9% |
| 人均GDP（元）               | 44319        | 44231       | 51144         | 56620       | 41543       | 39669      |
| 地方财政收入（亿元）        | 117.53       | 301.92      | 316.07        | 139.38      | 246.33      | 115.87     |
| 全社会固定资产投资（亿元）  | 782.02       | 2289.08     | 3001.10       | 881.44      | 1479.32     | 2468.42    |
| 职工平均工资（元）          | 33140        | 29837       | 33320         | 34888       | 34144       | 30450      |
| 工业总产值（亿元）          | 1566         | 4753        | 5799          | 3373        | 2766        | 2104       |
| 消费品零售总额（亿元）      | 722          | 1435        | 2164          | 1525        | 703         | 634        |

### 城市群比较
目前中部六省都提出了城市群发展战。其中以武汉为中心的武汉城市圈、以郑州等市为主的中原城市群和以长沙、株洲、湘潭为主的长株潭经济一体化最引人注目，以合肥、芜湖为核心的皖江城市带则整体加入长三角城市群，不過比起沿海城市，中部城市發展的較為不均衡。

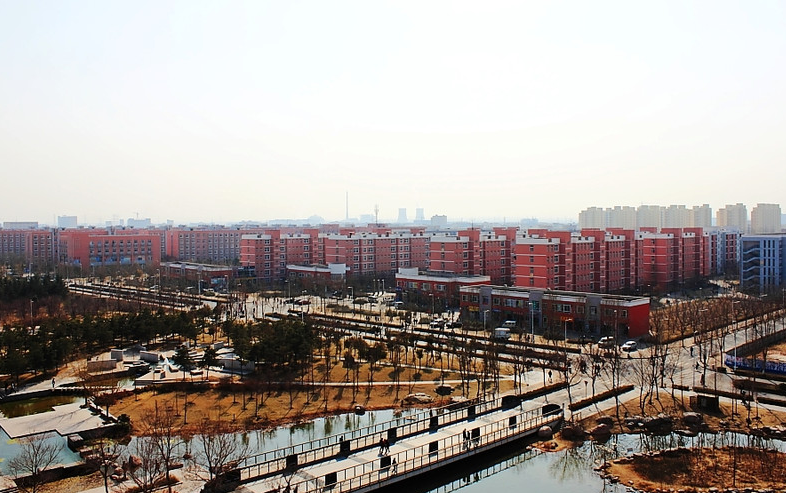
鄭州大學城

## 进程
- 2006年4月15日，中部崛起的纲领文件《中共中央、国务院关于促进中部地区崛起的若干意见》（中发[2006]10号）正式出台。
- 2006年10月，首届中国中部投资贸易博览会在长沙举行。中部六省进行了大规模的对外招商。
- 2009年9月23日，国务院常务会讨论并原则通过《促进中部地区崛起规划》[2]。